# 日野西延光
日野西延光（ひのにし のぶみつ、明和8年（1771年）9月26日 - 弘化3年（1846年）11月2日）は、江戸時代後期の公卿。初名は日野西豊康。

## 官歴
- 安永6年（1777年）：従五位下
- 天明2年（1782年）：従五位上、民部権少輔
- 天明6年（1786年）：正五位下
- 寛政元年（1789年）：勘解由次官
- 寛政4年（1792年）：左少弁
- 寛政8年（1796年）：権右中弁
- 寛政10年（1798年）：蔵人、正五位上
- 寛政11年（1799年）：御祈奉行、右中弁
- 享和2年（1802年）：従四位上
- 享和3年（1803年）：正四位下
- 文化元年（1804年）：左中弁
- 文化3年（1806年）：正四位上
- 文化5年（1808年）：右大弁
- 文化6年（1809年）：従三位
- 文化10年（1813年）：参議
- 文化11年（1814年）：正三位
- 文化13年（1816年）：踏歌外弁、東照宮奉幣使
- 文政3年（1820年）：従二位
- 文政7年（1824年）：権中納言
- 天保元年（1830年）：正二位

## 系譜
- 実父：樋口基康
- 養父：日野西勝貫
- 兄：樋口冬康
- 弟：石井行宣
- 弟：石井行弘
- 子：日野西光暉